# 愛の力コブ
『愛の力コブ』（あいのちからこぶ）は、1986年12月15日にリリースされたC-C-Bの6枚目のアルバムである。

## 解説
- メンバー全員の作曲作品が収録された初めてのアルバム。関口誠人が作詞を担当し、田口智治が作曲を担当した『愛の力コブ』がアルバムタイトルとして採用された。タイトル命名は渡辺忠孝によるもので、完成した作品を聴いた売野雅勇からは「最高～!」と評されたとのこと[1]。
  - LPの帯コピーは「クタバレ恋の筋肉痛、ムックリ愛の力コブ。」。
- 米川英之が自身の作品「ハートブレイク・カラー」でボーカルデビュー。
- 関口誠人がこの作品発売の4ヵ月後にC-C-Bから脱退した。
- 2015年1月21日、ユニバーサルミュージックよりSHM-CDで再発売（本アルバムを含むC-C-Bのオリジナルアルバム9作品が同時リリースされた）[2]。

### リリース履歴
| 規格   | 発売日         | レーベル        | 品番       | 備考                                                                               |
| ------ | -------------- | --------------- | ---------- | ---------------------------------------------------------------------------------- |
| LP     | 1986年12月15日 | POLYDOR         | 22MX 1250  | 6曲入り                                                                            |
| CT     | 1986年12月15日 | POLYDOR         | 22CX 1405  | 6曲入り                                                                            |
| CD     | 1986年12月25日 | POLYDOR         | H33P 20125 | 8曲入り                                                                            |
| CD     | 1994年10月26日 | POLYDOR         | POCH-1406  | 『愛の力コブ - Plus』のタイトルで CD収録8曲に後述ボーナストラック3曲を追加して発売 |
| SHM-CD | 2015年1月21日  | UNIVERSAL MUSIC | UPCY-6971  | デジタル・リマスター (8曲入り)                                                     |

## 収録曲
| #  | タイトル                                                                       | 作詞     | 作曲     | 編曲            | 時間 |
| -- | ------------------------------------------------------------------------------ | -------- | -------- | --------------- | ---- |
| 1. | 「愛の力コブ」                                                                 | 関口誠人 | 田口智治 | 田口智治        | 4:21 |
| 2. | 「霧のミステイク」(アナログレコード盤とカセットテープ盤には未収録)             | 川村真澄 | 筒美京平 | 大谷和夫・C-C-B | 3:13 |
| 3. | 「悲しすぎるね」                                                               | 渡辺英樹 | 渡辺英樹 | 大谷和夫・C-C-B | 3:45 |
| 4. | 「TOO YOUNG」                                                                  | 松本隆   | 筒美京平 | 大谷和夫・C-C-B | 3:42 |
| 5. | 「ないものねだりのI Want You」(アナログレコード盤とカセットテープ盤には未収録) | 松本隆   | 筒美京平 | 大谷和夫・C-C-B | 4:06 |
| 6. | 「ハートブレイク・カラー」                                                     | 関口誠人 | 米川英之 | 米川英之        | 4:44 |
| 7. | 「毎晩、悪夢が落ちてくる」                                                     | 森浩美   | 笠浩二   | 大谷和夫・C-C-B | 3:22 |
| 8. | 「HAPPY BIRTHDAY AND I LOVE YOU」                                              | 関口誠人 | 関口誠人 | 大谷和夫・C-C-B | 3:19 |

### Plus版
1994年10月26日に発売されたPlus版はボーナストラックとして以下の曲を収録している。
| 全作詞: 松本隆、全作曲: 筒美京平、全編曲: C-C-B、大谷和夫。 |                                            |        |            |      |
| #                                                           | タイトル                                   | 作詞   | 作曲・編曲 | 時間 |
| 9.                                                          | 「スワンの城」                             | 松本隆 | 筒美京平   | 3:34 |
| 10.                                                         | 「ないものねだりのI Want You 〜ゼイ肉Mix」 | 松本隆 | 筒美京平   | 7:02 |
| 11.                                                         | 「ないものねだりのI Want You 〜筋肉Mix」   | 松本隆 | 筒美京平   | 7:03 |

## 楽曲解説
1. 愛の力コブ
田口がC-C-Bの作品としては初めて作曲した作品
2. 霧のミステイク
CD盤のみ収録。
9thシングルのカップリング曲。ないものねだりのI Want You参照。
3. 悲しすぎるね
4. TOO YOUNG
C-C-Bのラジオ番組のOPに使用されていた。
5. ないものねだりのI Want You
CD盤のみ収録。
9thシングルないものねだりのI Want You参照。
6. ハートブレイク・カラー
米川がメインボーカルを担当した曲を初収録。ライブでは関口が田口とともにキーボードを演奏した。
7. 毎晩、悪夢が落ちてくる
8. HAPPY BIRTHDAY AND I LOVE YOU